# Залмтал
Залмтал (њем. Salmtal) општина је у њемачкој савезној држави Рајна-Палатинат. Једно је од 107 општинских средишта округа Бернкастел-Витлих. Према процјени из 2010. у општини је живјело 2.392 становника. Посједује регионалну шифру (AGS) 7231113.

## Географски и демографски подаци
Залмтал се налази у савезној држави Рајна-Палатинат у округу Бернкастел-Витлих. Општина се налази на надморској висини од 181 метра. Површина општине износи 14,1 km². У самом мјесту је, према процјени из 2010. године, живјело 2.392 становника. Просјечна густина становништва износи 170 становника/km².